# استیو ساوثرلند
استیو ساوثرلند (به انگلیسی: Steve Southerland) نمایندهٔ حوزه انتخابیه دوم فلوریدا از حزب جمهوری‌خواه ایالات متحده آمریکا در مجلس نمایندگان ایالات متحده آمریکا است که برای نخستین‌بار در ۶۷ ژانویه ۲۰۱۱ میلادی به‌عضویت این مجلس درآمد.